# 나타샤 레니에
나타샤 레니에(프랑스어: Natacha Régnier, 1974년 4월 11일 ~ )는 벨기에의 배우이다.

## 출연 작품

### 영화
- 세이 예스 (1995, Dis-moi oui)
- 천사들이 꿈꾸는 세상 (1998)
- 크리미널 러버 (1999)
- 모든 게 괜찮을 거야 (2000)
- 아버지 죽이기 (2001)
- 트러블 (2004)
- 이사 소동 (2004)
- 예술의 다리 (2004)
- 약한 자들의 음모 (2006)
- 해로운 우정 (2006)
- 웨딩 체스트 (2006)
- 박싱즈 (2007)
- 그날 하루 (2007)
- 마그마 (2009)
- 오를리 (2010)
- 도망자 (2011)
- 38인의 목격자 (2012)
- 캐피탈 (2012)
- 도메스틱 라이프 (2013)
- 무드 인디고 (2013)
- 요셉의 아들 (2016)
- 리틀 스피루 (2017)
- 킬러 인 브뤼셀 (2017)
- 더 베네핏 오브 더 다우트 (2017)

### 텔레비전
- 마르세유 (2018)